# Théophile Deyrolle

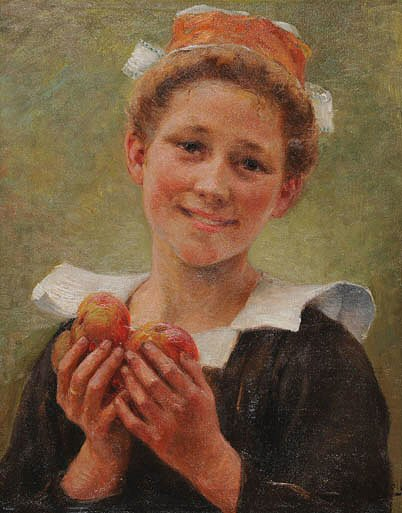
Junge Bretonin

Théophile Deyrolle (* 16. Dezember 1844 in Paris; † 14. Dezember 1923 in Concarneau) war ein französischer Maler, Illustrator und Keramiker, Großvater des Malers Jean-Jacques Deyrolle (1911–1967).
Théophile Deyrolle studierte zuerst Architektur und dann an der École des beaux-arts de Paris bei Alexandre Cabanel und William Bouguereau. 
Er reiste in den 1860er Jahren nach Georgien und Armenien und brachte gezeichnete Dokumente mit, die er 1869 in der Zeitschrift „Le Tour du Monde“ - Nouveau Journal Des Voyages veröffentlichte.
1871 reiste er mit seinem Studienkollegen Alfred Guillou nach Concarneau in der Bretagne, Alfreds Heimatstadt. Im nächsten Jahr heiratete er Alfreds Schwester Suzanne (1846–1933), die auch Künstlerin war, und wurde durch Adoption Bretone. Gemeinsam gründeten sie dort die Künstlerkolonie.
In Concarneau niedergelassen, begann er für die Firma HB de Quimper zu arbeiten und dekorierte Teller und Vasen mit japanischen Motiven. 
Die meisten seiner Bilder beschäftigen sich mit dem Leben in der Bretagne. Seine Werke befinden sich in den Sammlungen des Kunstmuseums von Quimper. Viele Gasthöfe und Hotels in der Umgebung sind auch  mit seinen Landschaften und Hirtenszenen geschmückt. 